# Dalmation Knoll
Dalmation Knoll är en kulle i Antarktis. Den ligger i Östantarktis. Norge gör anspråk på området. Toppen på Dalmation Knoll är 882 meter över havet.
Terrängen runt Dalmation Knoll är kuperad åt sydost, men åt nordväst är den platt. Trakten är obefolkad. Det finns inga samhällen i närheten. 